# San Marino Calcio
San Marino Calcio – sanmaryński klub piłkarski mający swą siedzibę w Serravalle. Klub został założony w 1960 pod nazwą Società Sportiva Serenissima jako klubowe zaplecze dla reprezentacji San Marino. Pod obecną nazwą gra od sezonu 1988/1989. W sezonie 2008/2009 gra w Serie C2/B. Największym sukcesem klubu jest dwuletnia gra w Serie C1 w latach 2005–2007.